# Enteropsis minor
Enteropsis minor är en kräftdjursart som beskrevs av Rolf Dieter Illg och Dudley 1980. Enteropsis minor ingår i släktet Enteropsis och familjen Ascidicolidae. Inga underarter finns listade i Catalogue of Life.